# Чарльз-Сити (округ)
Округ Чарльз-Сити (англ. Charles City County) располагается в США, в штате Виргиния. По состоянию на 2010 год, численность населения составляла 7256 человек. Получил своё название по имени английского короля Карла I Стюарта.

## География
По данным Бюро переписи США, общая площадь округа равняется 528 км², из которых 474 км² суша и 54 км² или 10,5 % это водоёмы.

### Соседние округа
- Нью-Кент (Виргиния) — север
- Джеймс-Сити (Виргиния) — восток
- Сарри (Виргиния) — юго-восток
- Принс-Джордж (Виргиния) — юг
- Честерфилд (Виргиния) — юго-запад
- Хенрайко (Виргиния) — запад

## Демография
По данным переписи населения 2000 года в округе проживает 7 256 жителей в составе 2 670 домашних хозяйств и 1 975 семей. Плотность населения составляет 15 человек на км². На территории округа насчитывается 2 895 жилых строений, при плотности застройки 6 строений на км². Расовый состав населения: белые — 35,66 %, афроамериканцы — 54,85 %, коренные американцы (индейцы) — 7,84 %, азиаты — 0,10 %, представители других рас — 0,17 %, представители двух или более рас — 1,37 %. Испаноязычные составляли 0,65 % населения.
В составе 27,50 % из общего числа домашних хозяйств проживают дети в возрасте до 18 лет, 53,60 % домашних хозяйств представляют собой супружеские пары проживающие вместе, 15,20 % домашних хозяйств представляют собой одиноких женщин без супруга, 26,00 % домашних хозяйств не имеют отношения к семьям, 22,50 % домашних хозяйств состоят из одного человека, 8,40 % домашних хозяйств состоят из престарелых (65 лет и старше), проживающих в одиночестве. Средний размер домашнего хозяйства составляет 2,59 человека, и средний размер семьи 3,02 человека.
Возрастной состав округа: 22,10 % моложе 18 лет, 7,50 % от 18 до 24, 28,90 % от 25 до 44, 28,80 % от 45 до 64 и 12,60 % от 65 и старше. Средний возраст жителя округа 40 лет. На каждые 100 женщин приходится 96,30 мужчин. На каждые 100 женщин старше 18 лет приходится 94,80 мужчин.
Средний доход на домохозяйство в округе составлял 42 745 USD, на семью — 49 361 USD. Среднестатистический заработок мужчины был 32 402 USD против 26 000 USD для женщины. Доход на душу населения составлял 19 182 USD. Около 10,60 % семей и 8,00 % общего населения находились ниже черты бедности, в том числе — 13,00 % молодежи (тех кому ещё не исполнилось 18 лет) и 18,50 % тех кому было уже больше 65 лет.